# Доктринали
Доктринали під час Реставрації Бурбонів (1814–1830) і Липневої монархії (1830–1848)  (фр. doctrinaires) були групою французьких роялістів, які сподівалися примирити монархію з Французькою революцією та владу зі свободою. Ці ліберальні роялісти на чолі з Руайер-Коларом виступали за конституційну монархію, але із сильно обмеженим виборчим правом — Людовик XVIII, який був відновлений на престолі, надав французам Хартію з Палатою перів і Палата депутатів обиралася за жорсткими виборчими законами (лише близько 100 000 французів мали на той час право голосу). Доктринери були як центристами, так і консервативно-ліберальною групою , але на той час ліберали вважалися основною політичною течією лівих, тому групу вважали лівоцентристською групою.
Під час Липневої монархії вони були інтелектуальною та політичною групою в Партії Опору. На чолі з герцогом Бройлем і Франсуа Гізо доктринери займали впливові пости протягом правління Луї-Філіпа. Бройль (1835–1836) і Ґізо (1847–1848) були прем’єр-міністрами Франції, хоча Ґізо та доктринери домінували в політичному середовищі під час прем’єрства маршала Жана-де-Дьє Сульта (1840–1847).

## Історія та характеристика
У 1816 році доктринери вперше заручилися співпрацею Людовіка XVIII, який був наляканий насильством ультрароялістів у Незрівнянні платі 1815 року. Однак Ультрас швидко повернулися до уряду на чолі з графом де Віллелем. Доктринери тоді були в опозиції, хоча залишалися досить близькими до уряду, особливо до Деказа, який зайняв деякі урядові посади. Ліворуч доктринерам протистояли республіканці та ліберали, а праворуч — ультрас.
Нарешті доктринери були знищені Карлом X, реакційним наступником свого брата Людовика XVIII. Карл узяв своїм міністром ультрапринца де Поліньяка. Це призначення частково спричинило Липневу революцію 1830 року, під час якої доктринери були поглинені орлеаністами, від яких вони ніколи не відокремлювалися за жодними принциповими ознаками. Відповідно до відомої класифікації різних правих сімей у Франції Рене Ремона, орлеаністи стали другою правою традицією, яка виникла після легітимістів, терміна, який використовувався для позначення ультрас після Липневої революції. 

## Англійська термінологія
Слово doctrinaire стало натуралізованим в англійській термінології, коли його вживають у дещо презирливому сенсі до теоретика на відміну від практичного ділового діяча.

## Видатні члени
- Барон Баранте
- Жак Клод Беньо
- Луїс Бекей
- Мен де Біран
- Герцог Бройль
- П'єр Поль Руайє-Коллард
- Бенджамін Констан
- Віктор Кузен
- Жорж Кюв'є

- Елі Деказес
- Маркіз Дессоль
- Таннегі Дюшатель
- Франсуа Гізо
- Проспер Дювержье де Оран
- Іполит Франсуа Жобер
- Камілла Джордан
- Теодор Симон Жуфруа
- Маркіз Лафайєт

- Жан Максимільєн Ламарк
- Етьєн-Дені Паск'є
- Граф Ремюза
- Герцог Рішельє
- Еркюль де Серр
- Шарль Моріс де Талейран
- Абель-Франсуа Вільмен

## Подальше читання
- Краюту, Авреліан. Лібералізм в облозі: політична думка французьких доктринерів . Lexington Books, 2003.
- Розанваллон, П'єр. Момент Гізо . Gallimard, 1985.
- Сідентоп, Ларрі. «Дві ліберальні традиції». Ідея свободи: есе на честь Ісаї Берліна . Видавництво Оксфордського університету, 1979.
- Старзінгер, Вінсент Е. Політика центру: Справедливе середовище в теорії та практиці, Франція та Англія, 1815-1848. Transaction Publishers, 1991.